# Prêmio Potências de Ator do Ano
O Prêmio Potências de Ator do Ano é um prêmio dado anualmente no Prêmio Potências, uma cerimônia estabelecida em 2021, que visa valorizar o trabalho da comunidade negra nos principais ramos da sociedade, entre eles o artístico.

## Vencedores e indicados
| Ano  | Vencedores e Indicados | Personagem               | Filme                           | Ref   |
| ---- | ---------------------- | ------------------------ | ------------------------------- | ----- |
| 2021 | Christian Malheiros    | Nando                    | Sintonia                        | [ 2 ] |
| 2022 | Seu Jorge              | André                    | Medida Provisória               | [ 3 ] |
| 2022 | Christian Malheiros    | Nando                    | Sintonia                        | [ 3 ] |
| 2022 | Lucas Leto             | Marcelo                  | Pantanal                        | [ 3 ] |
| 2022 | Luis Navarro           | Biriba                   | Pico da Neblina                 | [ 3 ] |
| 2023 | Samuel de Assis        | Ben                      | Vai na Fé                       | [ 4 ] |
| 2023 | Aílton Graça           | Mussum                   | Mussum, o Filmis                | [ 4 ] |
| 2023 | Lucas Penteado         | Claudinho                | Nosso Sonho                     | [ 4 ] |
| 2023 | Thomás Aquino          | Amâncio                  | Os Outros                       | [ 4 ] |
| 2023 | Tony Tornado           | Frei Tomé                | Amor Perfeito                   | [ 4 ] |
| 2023 | Yuri Marçal            | Carlinhos/Mussum (jovem) | Mussum, o Filmis                | [ 4 ] |
| 2024 | Juan Paiva             | João Pedro               | Renascer                        | [ 5 ] |
| 2024 | Alexandre Rodrigues    | Buscapé                  | Cidade de Deus: A Luta Não Para | [ 5 ] |
| 2024 | Iago Xavier            | Heraldo                  | Motel Destino                   | [ 5 ] |
| 2024 | Luís Miranda           | Eraldo                   | Encantado's                     | [ 5 ] |